# Florence Weiss

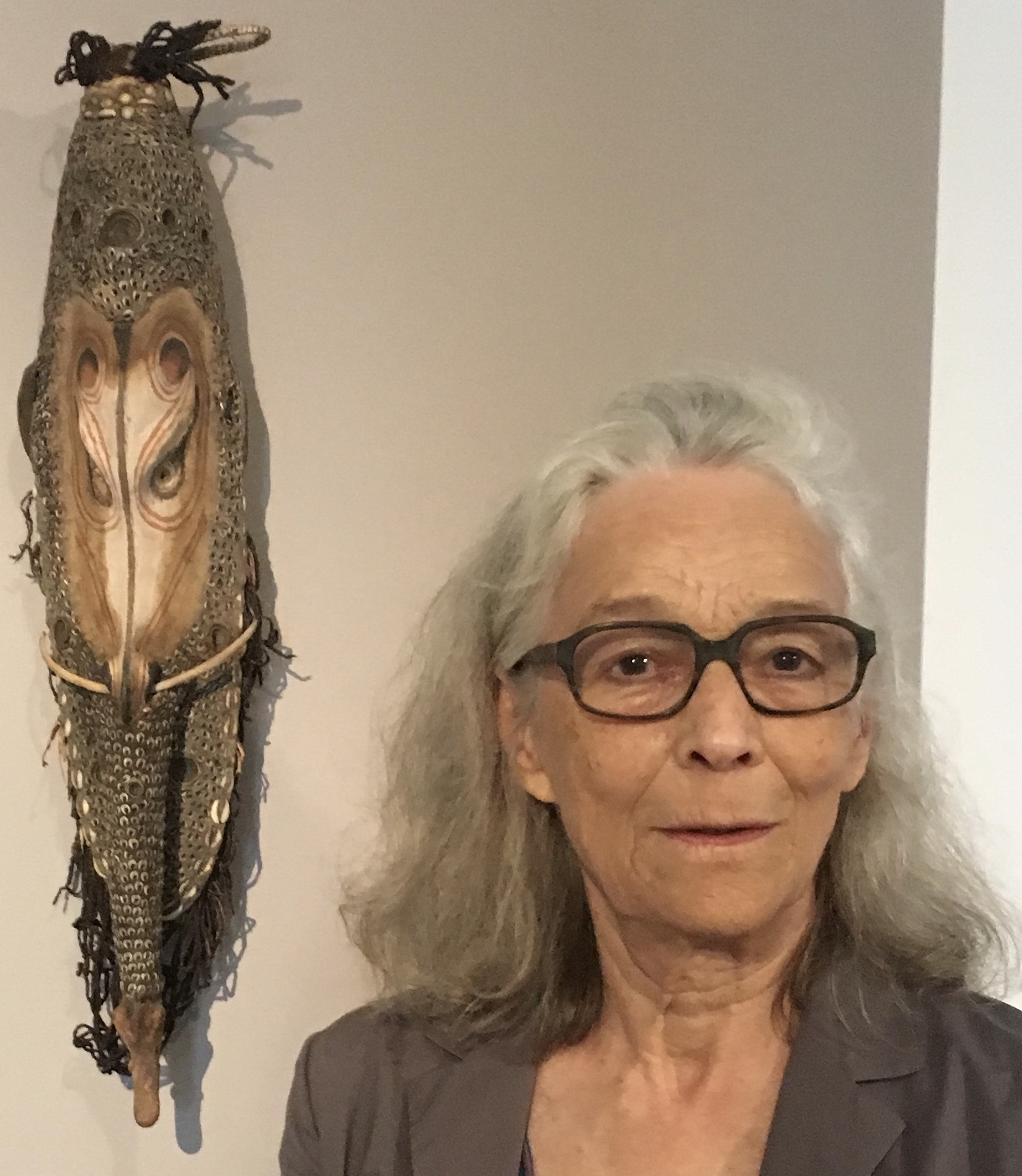
Florence Weiss

Florence Weiss (* 1945 in Basel) ist eine Schweizer Ethnologin, Vertreterin der Ethnopsychoanalyse und Fotografin. Sie hat vor allem in Papua-Neuguinea geforscht und wichtige Beiträge zur Kinder- und Frauenforschung geleistet. Sie lebt in Basel.

## Leben und Wirken
Florence Weiss wuchs in einem politisch linken und kunstaffinen Milieu auf. Ihr Vater, der Jurist Frank Weiss (1913–2006), war als Vorsteher der Ausgleichskasse Basel-Stadt massgeblich am Ausbau der schweizerischen Sozialversicherung (AHV) beteiligt, leitete einen Filmclub und war ein passionierter Freizeitfotograf. Ihre Mutter Jeanne Weiss (1916–2009) arbeitete als Sekretärin, war mit der Schweizer Anarchistin Clara Thalmann befreundet und beteiligte sich im Zweiten Weltkrieg an antifaschistischen Widerstandsaktionen.
Nach der Ausbildung zur Primarlehrerin begann Weiss 1967 ein Studium der Ethnologie, Politischen Philosophie und Kunstgeschichte an der Universität Basel. Am Ethnologischen Seminar lernte sie Milan Stanek kennen, der als tschechoslowakischer Emigrant 1968 in die Schweiz gekommen war. Sie wurden ein Paar und unternahmen zwischen 1972 und 1989 vier große Feldforschungen beim Volk der Iatmul in Papua-Neuguinea.
Nach der Promotion 1979 übernahm Weiss eine einjährige Lehrtätigkeit am Institut für Soziologie der Johann Wolfgang Goethe-Universität Frankfurt am Main. Ab 1982 gehörte sie dem Ethnologischen Seminar der Universität Basel an, wo sie bis zu ihrer Pensionierung 2007 in verschiedenen Funktionen über die Themen Kindheitsforschung, Ethnopsychoanalyse, Gender Studies, Urbanethnologie, Visuelle Anthropologie und Forschungsmethoden lehrte.
Neben ihrer Tätigkeit in Basel lehrte Weiss an verschiedenen Universitäten im In- und Ausland. Sie war Gastprofessorin an der Universität in Neuchâtel, an der Internationalen Frauenuniversität (ifu) in Hannover sowie an der Karl-Franzens-Universität in Graz (1992–2004); am dortigen Institut für Europäische Ethnologie/Volkskunde (heute: Kulturanthropologie und Europäische Ethnologie) begleitete sie als ethnopsychoanalytische Supervisorin das von Elisabeth Katschnig-Fasch geleitete Forschungsprojekt «Kulturelle Dimension von sozialem Leiden» (2001–2004), das an Pierre Bourdieus Studie La misère du monde anschloss.
1984 leitete Weiss in Ouagadougou, Burkina Faso, ein urbanethnologisches Feldforschungspraktikum mit zwölf Studenten des Ethnologischen Seminars der Universität Basel. In den Jahren 1990–1997 leitete Weiss im Auftrag der DEZA (Direktion für Entwicklung und Zusammenarbeit) für ausreisende Entwicklungsexperten Seminare zum Thema Kulturelle Differenzen. 2001 wurde Weiss von Ruth Dreifuss, der Vorsteherin des Eidgenössischen Departements des Inneren (EDI), in die Steuergruppe zur Erarbeitung des Vorentwurfes für das schweizerische Kulturförderungsgesetz (KFG) berufen.

### Feldforschungen

#### 1972–1974
Das erste, insgesamt 17 Monate dauernde Feldforschungsprojekt in Papua-Neuguinea stand unter der Leitung von Meinhard Schuster, Vorsteher des Ethnologischen Seminars der Universität Basel. Angeregt durch die neuen Themen, welche die 1968er-Bewegung an den Universitäten gesetzt hatte, entschloss sich Weiss, die Auswirkung der ökonomischen Struktur auf den Alltag der Iatmul-Kinder zu untersuchen. Um Einblicke in die eigene Sicht der Kinder zu erhalten, führte sie Gespräche mit ihnen. Besonders auffällig war die Selbstständigkeit und Eigenwilligkeit der Iatmul-Kinder. Sie erzählten über das Arbeiten, Feste feiern, Faulenzen und Spielen, als bestehe kein Unterschied zwischen Arbeit und Freizeit. Die Arbeit war für sie ein integrierter, selbstverständlicher Bestandteil des Alltagslebens und wird als eine weitere Tätigkeit neben anderen aufgefasst. Damit ging Weiss über Margaret Mead, eine Hauptvertreterin der Culture and Personality School, hinaus, deren zentrale Methode das Beobachten war. Ausserdem bezog sich Weiss auf Sepik-Forschungen von Gregory Bateson, der als Ausgangspunkt seiner Analyse das transvestitische Ritual «Naven» wählte: Männer verkleiden sich in Frauen, Frauen in Männer. Aus dem Forschungsmaterial schrieb Weiss ihre Dissertation Kinder schildern ihren Alltag – Die Stellung des Kindes im ökonomischen System einer Dorfgemeinschaft in Papua New Guinea (Palimbei, Iatmul, Mittelsepik). Darin publizierte sie nicht nur die Gespräche, sondern auch Kinderzeichnungen sowie Fotos, die sie zur Dokumentation angefertigt hatte.

#### 1979/1980
Im Zusammenhang mit der ersten Feldforschung hatten Weiss und Stanek Fritz Morgenthaler, Paul Parin und Goldy Parin-Matthèy, die Mitbegründer der Ethnopsychoanalyse – zusammen mit Georges Devereux –, kennengelernt. Im Hinblick auf das Projekt, das von diesen in Afrika entwickelte Modell der ethnopsychoanalytischen Gespräche bei einer zweiten Feldforschung bei den Iatmul im Dorf Palimbei anzuwenden, machten Weiss und Stanek eine Freudsche Psychoanalyse. An dem Projekt, bei dem das Modell weiterentwickelt wurde, nahmen neben Weiss und Stanek Fritz und Marco Morgenthaler teil. Während der drei Monate führte Weiss tägliche Gespräche mit drei Iatmul-Frauen. Insbesondere die mit Magendaua brachten neue Erkenntnisse über die Rolle der Frauen im von Gregory Bateson beschriebenen transvestitischen «Naven»-Ritual. 1984 wurden die Ergebnisse unter dem Titel Gespräche am sterbenden Fluss. Ethnopsychoanalyse bei den Iatmul in Papua-Neuguinea publiziert.

#### 1986
Bei der nächsten Feldforschung konzentrierte sich Weiss ganz auf Gespräche mit einer einzelnen Iatmul-Frau, Miat, mit der sie über die Jahre eine freundschaftliche Beziehung aufgebaut hatte. Dabei trafen zwei Kulturen spannungsvoll aufeinander: die einer papuanischen Fischerin und die einer europäischen Ethnologin. Diesen Prozess verarbeitete Weiss 1991 in dem Buch Die dreisten Frauen. Ethnopsychoanalytischen Gespräche in Papua-Neuguinea, das sie dem 1984 verstorbenen Fritz Morgenthaler widmete.

#### 1988/1989
Ihre letzte, urbanethnologische Feldforschung führte Weiss und Stanek in die Küstenstadt Rabaul, wo sie die Lebensbedingungen der aus dem Dorf Palimbei migrierten Iatmul untersuchten. Weiss konzentrierte sich auf Fragen wie: Gelingt es den «dreisten Frauen» unter städtisch-kapitalistischen Bedingungen ihre unabhängige und selbstständige Position gegenüber den Männern aufrechtzuerhalten? Unmittelbar nach der Forschung widmete Weiss den Bewohnern der Slumsiedlung Kori, in der sie mit Stanek gelebt hatte, die Fotodokumentation Kori. Ples Palimbei long Raubaul, die 1989 vom Ethnologischen Seminar der Universität Basel herausgegeben wurde. 1999 erschien Vor dem Vulkanausbruch. Eine ethnologische Erzählung, in der Weiss zur Veranschaulichung der fremden Kultur eine wissenschaftlich-literarische Form praktizierte, wie sie exemplarisch bereits in Bronislaw Malinowskis Studie Argonauts of the Western Pacific zu finden ist.

### Visuelle Anthropologie
Nach ihrer Pensionierung begann Weiss, unterstützt von Stanek, mit der Durchsicht der rund 13'000 Fotografien und Dias vom ersten Forschungsaufenthalt bei den Iatmul. Am Völkerkundemuseum der Universität Zürich fand 2015 eine Ausstellung mit 58 Fotografien statt, die den Alltag der Kinder in all seinen Facetten zeigen. Damit bildete sie einen Kontrapunkt zu der grossen, ausschliesslich auf Objekte fokussierten Schau über Sepik-Kunst im Museum Rietberg. Zur Fotoausstellung erschien, herausgegeben von Michèle Dick, die Publikation Kinder im Augenblick. Florence Weiss – Fotografien vom Sepik, die als wichtiger Beitrag zu einer Visuellen Anthropologie (vgl. Literatur: Michèle Dick 2021) gilt. Das Buch wurde dem 2014 verstorbenen Milan Stanek gewidmet.
Die wissenschaftlichen Nachlässe von Stanek und Weiss übergab Weiss 2017 dem Völkerkundemuseum der Universität Zürich.

## Publikationen

### Bücher
- Kinder schildern ihren Alltag. Die Stellung des Kindes im ökonomischen System einer Dorfgemeinschaft in Papua New Guinea (Palimbei, Iatmul, Mittelsepik) (= Basler Beiträge zur Ethnologie. Bd. 21). Basel 1981. Zugl. Diss. Univ. Basel, 1979. (edoc.unibas.ch)
- mit Fritz und Marco Morgenthaler: Gespräche am sterbenden Fluss. Ethnopsychoanalyse bei den Itamul in Papua Neuguinea. Fischer Verlag, Frankfurt am Main 1984, ISBN 3-596-42267-1.
  - Franz. Ausgabe: Conversations au bord du fleuve mourant. Ethnopsychoanalyse chez les Iatmouls de Papouasie/Nouvelle-Guinée. Vorwort Georges Balandier. Edition Zoé, Genf 1987, ISBN 2-88182-025-6.
- Die dreisten Frauen. Ethnopsychoanalytische Gespräche in Papua-Neuguinea. Fischer Verlag, Frankfurt am Main 1991/2001, ISBN 3-596-12831-5.
- Vor dem Vulkanausbruch. Eine ethnologische Erzählung. Fischer Verlag, Frankfurt am Main 1999/2001, ISBN 3-596-13503-6.

### Beiträge in Sammelbänden (Auswahl)
- Schwangerschaft und die Zeit danach. Die Iatmul in Papua-Neuguinea. In: Wulf Schiefenhövel, Dorothea Sich (Hrsg.): Die Geburt aus ethnomedizinischer Sicht. Beiträge und Nachträge zur IV. Internationalen Fachtagung der Arbeitsgemeinschaft Ethnomedizin über traditionelle Geburtshilfe und Gynäkologie in Göttingen 8.–10.12.1978 (= Curare. Sonderband 1). Braunschweig 1983, S. 127–130.
- Sprache und Geschlecht bei den Iatmul in Papua Neuguinea. Untersuchungen zum Verhältnis von ethnologischer Forschung und Sprachgebrauch. In: Marguerite Schlechten (Hrsg.): Oralité. Beiträge zur Problematik im Umgang mit mündlichen Überlieferungen (= Ethnologica Helvetica. 11). Bern 1987, S. 151–190.
- Abwanderung in die Städte. Der widersprüchliche Umgang mit kolonialen Ausbeutungsstrategien. Die Iatmul in Papua Neuguinea. In: Gerhard Baer, Susanne Hammacher (Red.): Menschen in Bewegung. Reise – Migration – Flucht (= Mensch, Kultur, Umwelt. Bd. 4). Basel 1990, S. 35–46.
- Mutterschaft und frühe Kindheit bei den Iatmul in Papua-Neuguinea. In: Gertrud Kroeber-Wolf (Hrsg.): Der Weg ins Leben. Mutter und Kind im Kulturvergleich (= Interim. 8). Frankfurt am Main 1990, S. 77–87.
- Frauen in der urbanethnologischen Forschung. In: Birgitta Hauser-Schäublin (Hrsg.): Ethnologische Frauenforschung. Ansätze, Methoden, Resultate. Berlin 1991, S. 250–281.
- Von der Schwierigkeit über Kinder zu forschen. Die Iatmul in Papua-Neuguinea. In: Marie-José von de Loo, Margarete Reinhart (Hrsg.): Kinder. Ethnologische Forschungen in fünf Kontinenten. München 1993, S. 96–153.
- Die Unterdrückung der Fraueninitiation. Zum Wandel des Ritualsystems bei den Iatmul. In: Birgitta Hauser-Schäublin (Hrsg.): Geschichte und Überlieferung in Ozeanien (= Basler Beiträge zur Ethnologie. Bd. 37). Basel 1994, S. 237–259.
- Die Beziehung als Kontext der Datengewinnung. Ethnopsychoanalytische Gesichtspunkte im Forschungsprozess. In: Gregor Spuhler u. a. (Hrsg.): Vielstimmiges Gedächtnis. Beiträge zur Oral History. Zürich 1994, S. 23–47.
- Zur Kulturspezifik der Geschlechterdifferenz und des Geschlechterverhältnisses. Die Iatmul in Papua-Neuguinea. In: Regina Becker-Schmidt, Gudrun-Axeli Knapp (Hrsg.): Das Geschlechterverhältnis als Gegenstand der Sozialwissenschaften. Frankfurt am Main 1995, S. 47–84.
- Kinder erhalten das Wort. Aussagen von Kindern in der Ethnologie. In: Erich Renner (Hrsg.): Kinderwelten. Pädagogische, ethnologische und literaturwissenschaftliche Annäherungen. Weinheim 1995, S. 133–147.
- Das Setting der ethnopsychoanalytischen Arbeit. In: Stephan Becker (Hrsg.): Setting, Rahmen und therapeutisches Milieu in der psychoanalytischen Sozialarbeit (= Beiträge der zweiten Fachtagung des Vereins für Psychoanalytische Sozialarbeit Berlin und Brandenburg.) Giessen 1996, S. 144–161.
- Menschen statt Kindermöbel. Die Iatmul in Papua-Neuguinea. In: Alexander von Vegesack u. a. (Hrsg.): Kid size. Möbel und Objekte für Kinder. Skira editore / Vitra Design Museum, Mailand 1997, S. 129–139.
- Elternschaft bei den Iatmul in Papua Neuguinea. In: Dieter Bürgin (Hrsg.): Triangulierung. Der Übergang zur Elternschaft. Stuttgart 1998, S. 272–279.
- Die Kultur in aller Munde. Zum Verhältnis von Ethnologie und Praxis. In: Ulrike Becker, Andrea Hermann, Milan Stanek (Hrsg.): Chaos und Entwicklung. Theorie und Praxis psychoanalytisch orientierter sozialer Arbeit. Giessen 1999, S. 147–163.
- Mit Milan Stanek: «Big Man» and «Big Woman» in the Village – Elite in the Town. The Iatmul, Papua New Guinea. In: Verena Keck (Hrsg.): Common Worlds and Single Lives. Constituting Knowledge in Pacific Societies. Oxford 1998, S. 309–327.
- Ethnologie und Literatur. Literarische Darstellungsformen in ethnologischen Texten. In: Regio basiliensis. Basler Zeitschrift für Geographie. Jg. 41, Heft 3, Basel 2000, S. 175–181.
- Mit Milan Stanek: Aspects of the Naven Ritual. Conversations with an Iatmul Woman of Papua New Guinea. In: Jadran Mimica (Hrsg.): Explorations in Psychoanalytic Ethnography (= Social Analysis. Vol. 50, Nr. 2). New York 2006, S. 45–76.
- Hommage an Elisabeth Katschnig-Fasch. In: Johannes Moser u. a. (Hrsg.): Wissenschaft als Leidenschaft. Gedenkschrift für Elisabeth Katschnig-Fasch (= Kuckuck. Sonderheft 5). München 2013, S. 2001–2006.
- Mit Milan Stanek: Masken und Rituale. Das spirituelle System der Iatmul. In: Philippe Peltier, Markus Schindlbeck, Christian Kaufmann (Hrsg.): Tanz der Ahnen. Kunst vom Sepik in Papua-Neuguinea. Ausstellung Martin-Gropius-Bau Berlin, Museum Rietberg Zürich u. Musée du quai Branly Paris. München 2015, S. 70–77.